# Trickster (альбом Kidneythieves)
Trickster (в переводе с англ. — «обманщик») — дебютный студийный альбом американской индастриал-рок-группы Kidneythieves, выпущенный собственным лейблом группы Push Records 28 июля 1998 года.

## Об альбоме
Trickster был записан в начале 1998 года в студии Push, которая была открыта в том же году одним из основателей группы Брюсом Сомерсом. 21 апреля 1998 в поддержку будущему альбому выходит сингл «S+M (A Love Song)», а к песне «Taxicab Messiah» был снят видеоклип. 24 июля была выпущена сама пластинка, за которой последовал первый концертный тур группы по городам США.
В саундтреке компьютерной игры Deus Ex: Invisible War была использована большая часть композиций Trickster. Помимо этого, персонаж игры — поп-звезда Энджи Резонанс озвучена Фри Домингез, а репертуар Резонанс состоял именно из треков Kidneythieves.
В 2004 году было выпущено переиздание альбома, которое получило название Trickstereprocess. Переиздание содержало ремастеринг композиций Trickster, пять бонус-треков и DVD с фотографиями, интервью, концертными видео и клипами «Taxicab Messiah», «Red & Violet» и «Zerøspace».
Обозреватель сайта Allmusic Джейсон Ди Тейлор присудил альбому 3 звезды из 5. Тейлор нашёл сильное сходство звучания альбома со стилем индастриал-группы Nine Inch Nails, однако он высоко оценил атмосферность пластинки и вокал Фри Домингез, назвав его «тоскливым» и «полным отчаяния».

## Список композиций
Слова и музыка всех песен — Фри Домингез.
| №   | Название            | Длительность |
| --- | ------------------- | ------------ |
| 1.  | «Taxicab Messiah»   | 4:20         |
| 2.  | «S+M (A Love Song)» | 3:33         |
| 3.  | «Swanmate»          | 1:04         |
| 4.  | «Feathers»          | 3:39         |
| 5.  | «Trickster»         | 4:35         |
| 6.  | «Creature»          | 4:30         |
| 7.  | «K»                 | 4:05         |
| 8.  | «Pretty»            | 5:22         |
| 9.  | «Layers»            | 3:50         |
| 10. | «Pleasant»          | 3:35         |
| 11. | «Mustard Seed»      | 5:17         |

| №   | Название                              | Длительность |
| --- | ------------------------------------- | ------------ |
| 11. | «Veteran»                             | 3:58         |
| 12. | «Red & Violet»                        | 3:20         |
| 13. | «Taxicab Messiah» (концертная версия) | 4:25         |
| 14. | «Pleasant» (концертная версия)        | 3:37         |
| 15. | «Before I’m Dead» (акустика)          | 3:47         |

## Участники записи
- Фри Домингез — вокал, дизайн
- Брюс Сомерс — гитара, бас-гитара, синтезатор, программинг, продюсирование
- Крис Шлейер — гитара
- Кристиан Доррис — бас-гитара
- Шон Селлерс — ударные
- Шон Биван — микширование, продюсирование
- Эрик Роинстед — дизайн